# ディエンビエンフー (漫画)
『ディエンビエンフー』（Điện Biên Phủ）は、西島大介作の漫画作品。

## 概要
2004年に角川書店の漫画雑誌『Comic新現実』Vol.2から連載されていたが、掲載誌の休刊により中断。2014年にKADOKAWAは『ディエンビエンフー 0』（以下『0』）という題で新装版を発行し、後述する完全版も同じ題で電子出版された。
リメイク（以下小学館版）が小学館の青年誌『月刊IKKI』2006年9月号から2010年9月号まで連載。第8巻の第48話以降は単行本描き下ろしで発表されたものの、第三部が未完のまま12巻で終了した。小学館版第11巻から第12巻は後述する『ディエンビエンフー TRUE END』（以下『TRUE END』）に対しバッドエンドとして扱われている。
小学館版をウェブ媒体で継続する企画は結局頓挫したものの、設定集の企画は『The ART of Điện Biên Phủ』が2016年8月にグラフィック社から発行されたことで実現。設定集を担当した編集者の紹介で双葉社の青年誌『月刊アクション』へ移籍することが決定し、完結編『TRUE END』が同誌2017年3月号から2018年9月号まで連載された。また、『TRUE END』が連載を開始して3日後の2017年1月28日からは小学館版の第一部全6巻が新装版で出版されている。
2019年11月15日に小学館版全12巻が作者の個人電子出版レーベル・島島発行、電書バト販売代行で完全版として復刊。2020年4月15日に『0』も出版された。2021年10月1日に『TRUE END』第1巻を配信した後、2022年2月7日に同作の第2巻から第3巻を電子書籍化するため「MOTION GALLERY」にてクラウドファンディングを開始。当初の目標金額であった60万円を上回る約119万2000円もの支援を合計149人から受け、余剰額はUNHCRによる難民支援に寄付された。同年7月15日に『TRUE END』の第2巻、9月15日に同作の第3巻が配信開始したことにより、シリーズ完全完結計画は成功となった。
デフォルメされた可愛らしい絵柄ながらも戦闘シーンは凄惨なものであり、独特の世界観を作り出している。小学館版の各部冒頭（第一部：1巻、第二部：7巻）や『TRUE END』には、ティム・オブライエンの『本当の戦争の話をしよう』の一節が引用されており、この作品は現実ではなくフィクションであるとの意味が記されている。

## あらすじ
物語の舞台は1960年代のベトナム。ベトナム戦争の渦中において、従軍カメラマンの少年とゲリラの少女の出会い、そして恋愛を描いた物語。
この二人はプロローグ（作品の時系列では1973年）で共に爆死しており、自らが死んでしまったことで、最初からBAD ENDであることが告げられている。

## 登場人物
『0』、小学館版、『TRUE END』とでは設定が違うために分けて表記する。なお、特に表記のないものは小学館版及び『TRUE END』共通で登場したキャラクター。

### 主人公
ヒカル・ミナミ
『0』
17歳（1965年8月当時）のアメリカ軍の従軍カメラマンで、日系アメリカ人。非常に小柄な体格をしており、容姿も年齢より幼い。サイゴンで米兵達によるベトナム人少女の集団レイプ現場に出くわし、口封じとして銃を向けられるが、謎の少女に命を助けられ、同時に一目惚れしてしまう。
小学館版
19歳（作中の1965年8月6日で20歳）。「星条旗新聞（スターズ・アンド・ストライプス）」のカメラマンで、陸軍報道部所属の日系三世の青年。年の割に背が小さく、幼いルックスをしている。日本には行ったことがない。
サイゴンで米兵たちによるベトナム人少女の集団レイプ現場に遭遇し、口封じとして銃を向けられるも「お姫さま」に助けられ、それがきっかけで彼女に一目惚れしている。また、カメラに残る彼女の写真を見て自慰をすることも度々ある。その後も幾度と命の危険から彼女に守られている。
現在はティムのチームに所属。リトルの言葉から、彼の存在が特別であることが示されている。
なお、彼の誕生日はリトルボーイが広島に落とされた日であり、作者も彼に対して作中で「いろんなイミで、リトルボーイな人」と書いている。
野良犬たちが壊滅後は米軍を離脱し、南ベトナム解放民族戦線（ベトコン）に合流。テト攻勢にもベトコンの三等兵として参戦するが、ベトコンたちの間では「プランセスの恋人」と呼ばれ、一目置かれている。しかし自慰癖はいまだ続いていて、黒い三連華からは「オナニー猿」というあだ名をつけられている。
テト攻勢での黒い三蓮華のロンの死、姫との仲違い、自殺した編集長の「呪われろ」のセリフ、そして何よりも戦争の、サイゴンの街の狂気によって、今までむしろ能天気だったヒカルの精神も病み、米軍からもベトコンからも離れ、南ベトナム周辺で食料を求めて無表情で銃を撃つ「顔のない幽霊」と化して彷徨するに至っている。ソンミ村でヤスクニと再会するも、ソンミ村の虐殺によりすぐに死別してしまう。
『TRUE END』
逃亡罪およびスパイ容疑により長い間営倉の中で過ごし、容疑が晴れた直後にアッテンボロー作戦で生き延びたヤーボ大佐と再会。ヤーボ大佐と共に仮面をつけ変わり果てたティムを救出することになる。ティムを救出できたが、ヤーボ大佐はおばあちゃんとの戦いで死亡し、ヒカルとティムは北ベトナム強制捕虜収容所通称「ハノイ・ヒルトン」にて約２年間収監。その間実力をつけたティムと共に脱出し、行動を共にする。その最中にお姫さまと密会している姿をティムに見られ、大激怒される。
お姫さまとの戦いでティムが敗れ、再会したバオ達と行動するが、米軍の完全撤退が決まる。お姫さまと一緒にいたいが為、ベトナムに残るか逃げるか、迷っている最中におばあちゃんに命を狙われ、強制送還されそうになる。
タンソンニュット空港に向かうヒカルを助けようとしたお姫さまと再会を果たすも、お姫さまと共に米軍から爆撃をくらい死亡。
実は生前、お姫さまとの子供が生まれており、命を狙われる危険があった為、ニューに預けていた。

### 南ベトナム解放民族戦線（ベトコン）
姫／「お姫さま（プランセス）」
『0』
本作のヒロイン。ゲリラの少女。11歳で正確な名前は単行本1巻の時点では不明。頭にネックレスのような飾りを付けている。可愛い少女の外見とは裏腹に、身体能力、戦闘能力は人間離れしたものであり、鮮やかかつ華麗に米兵達を皆殺しにしていく。しかし何故かヒカルだけは殺さなかった。「ンクク」と笑う癖がある。おばあちゃんからは「ハイバ・チュン」とも呼ばれている。
小学館版
ゲリラの少女。頭にネックレスのような飾りをつけており、髪型はツインテールと頭の上で髪をわっかにしている。笠を被っていることが多い。身体能力、戦闘能力が高い。メインの武器はナイフ。また、罠を作る腕もかなりのもの。ヒカルを気に入っているらしい。「ンクク」という特徴的な笑い方をする。DBPP vol.7のフンのインタビューによれば「しゃべれない娘」とのこと。
誕生日は1954年の5月7日、ディエンビエンフーの戦いでフランス軍の要塞が陥落した日である。3歳の頃からおばあちゃんの戦闘指南を受けている。ヤーボに敗北した後、新たに「ハイバー・チュン・アタック」という技 を身につけるべく、ヒカル達と離れておばあちゃんから秘密教練を受ける。テト攻勢の際にヒカルと再会したがヒカルがロンに対して優しい側面を見せたためショックを受け一時離脱したが、ティに促され、ヒカル救出のため再び戦線に戻るため帰国の途についた。
『TRUE END』
仮面をつけ変わり果てたティムと対決、そしてヤーボ大佐も加わり２人の連携攻撃で倒れ、おばあちゃんがタイマンでヤーボ大佐の相手をすることに。
ヤーボ大佐死亡後、「ハノイ・ヒルトン」にて収容されていたヒカルと逢瀬を重ねていた。「ハノイ・ヒルトン」ヒカルが脱出後にティムと行動していた時も度々会っており、性行為を行なっていた。その姿をティムに見られ、ティムと対決することになるが、勝利する。
おばあちゃんが使用していたグエン朝 初代皇帝ザーロンの剣である仕込み杖を受け継ぐが、おばあちゃんがヒカルの命を狙い、強制送還させようとした為、ヒカルをかけておばあちゃんと戦うことになる。その際にヒカルとの子供を授かっているのではないかとおばあちゃんに指摘され、お腹の子を堕ろそうと攻撃される。おばあちゃんを敗し、強制送還されそうになるヒカルを助けに行き、ヒカルと再会を果たすも、ヒカルと共に米軍の爆撃をくらい死亡。
おばあちゃんとの戦い前に、ヒカルとの子供を授かり秘密裏に産んでいた。命を狙われる危険があった為、ニューに預けていた。
おばあちゃん
『0』
ゲリラの老婆。「姫」の戦術の師匠である。ホー・チ・ミンを子供扱いしている。語尾に「ド」を付ける。
小学館版
「お姫さま」の祖母にあたる人で、凄腕の戦士。ホー・チ・ミンやボー・グエン・ザップをガキ呼ばわりし、党にもベトコンにも縛られない存在。口癖のように「アン・ドゥ・トロワ」を繰り返す。語尾に「ド」を付ける。漢詩もたしなむらしい。ディエンビエンフーの際には前線で銃を使って戦い、成果をあげる。軍の人間からは恐れられている存在であり、お姫さまですら敵わない相手。
俊敏な動きで残像を発生させたり、巨大な爆弾を素手で掴んだりするなど、とても人間とは思えない行動をすることもある。
20代の頃、昼はフランス領事館でメイドとして下働きし、夜は来るべき革命に備え暗躍していた。クォン・デ候と出会い恋に落ちた。
1978年の時点でなお存命かつ現役 であり、カンボジア侵攻に参加する描写がある。
『TRUE END』
変わり果てたティムを救出しようとしたヤーボ大佐と遭遇。お姫さまが相手にするも敗した為、ヤーボ大佐とタイマンで対決。勝利し、ヒカルとティムを「ハノイ・ヒルトン」に収監した。北ベトナム労働党から査問にかけられ危険人物と認識され、命を狙われることになる。
米軍の完全撤退と共にヒカルの命を狙い、強制送還させようとするが、お姫さまと対決することに。
ヒカルとお姫さまの死後、ニューからお姫さまが秘密裏に子供を産んでいたことを知る。ニューに母親になるよう言うが断られた為、お姫さまの子供を育てることとなった。
ズオン
隻眼の仏教徒。殺生を好まない、心優しい男性。戦闘によって、自身が修羅と化してしまうのを恐れている。主な武器は銃。
戦争が終わったら焼身自殺を図ろうと思っており（アオザイ通信#24）、小学館版の55話で、ノルの不始末の責任を取って焼身自殺を遂げた。『TRUE END』では過去の戦っている姿のみ確認できる。
黒い三連華
ズオンの弟子である3人の姉妹からなる女性戦士隊。ただしそれぞれ孤児でズオンに拾われ育てられたため、血は繋がっていない。
今時の女子のようで、「パねぇ」などという言葉を使い、おばあちゃんを困らせている。
ズオンに拾われたその日から戦争に勝利するために恋も夢も捨てると決意している。
彼女らが活躍する小学館版の第二部が廃刊してしまった為、『TRUE END』では過去の戦っている姿のみ確認できる。
『TRUE END』ではおばあちゃんがノル率いるパンツァー部隊の生き残りに命を狙われる為、ロンとノルは小学館版同様亡くなっている模様。
ロン
長女で18歳。眼鏡を掛けている。隠密決死隊（蒼龍）を率い、肉弾戦を得意とする。
ヒカルのことを「オナニー猿」と呼んでいるが、密かにヒカルを想っていた。
小学館版第二部では、テト攻勢にてパワーアップしたライトニングとの戦いで自爆し重傷を負う。想いを知ったヒカルにキスをされて涙を流し死亡した。
ノル
次女で16歳。長髪長身。パンツァー突撃少女隊（飛龍）を率い、RPG対戦車砲が武器。
女の子からもモテるが、人を愛することを知らなかった。
小学館版第二部では、パワーアップしたライトニングについては、目の前でロンを殺された憎しみと一目ぼれした恋心の両方を抱いている。
それが災いし、ライトニングにつけこまれ、フエで性行為に及んだ挙句、激怒したズオンに殺されてしまう。
ティ
三女で10歳。お団子頭。半目で口癖は「にゃ～」。
ノル曰く「ぽやっとして男ウケが良く、ナンパされてどこでもトコトコついていきそう」とのこと。
小学館版第二部では、テト攻勢時はバアちゃんの密命で単独行動し、任務完了。黒人のアメリカ軍脱走兵との間に子供が出来たため、戦線離脱。
ヤスクニ提督
小学館版第二部で登場。ベトナムに残留した元日本兵。ベトコンに加わることでアメリカに対する自身の戦争を継続しようとする。主な武器は「陛下」（昭和天皇）より賜ったという軍刀。実は旧日本軍における任務は「飯炊き係（炊事兵）」であり、そのため彼が作る日本風カレーの味は絶品。
テト攻勢においては、緒戦のアメリカ大使館襲撃で「赤城」チームのリーダーをつとめ獅子奮迅の働きをするが、パワーアップしたライトニングとの戦闘で苦戦し、テト攻勢の失敗によりフエに撤退する。
ソンミ村の虐殺に遭遇し、軍刀を抜こうとするが錆びて抜けず、アメリカ兵に狙撃される。最期はヒカルに止めを刺してもらって戦死。

### 北ベトナム軍
ディン
第32連隊（のち第32・33合同連隊）を率いる智将。その昔、おばあちゃんと共にディエンビエンフーで戦ったことがある。その際に右目を潰された。重度のヘビースモーカー。トンの死後、彼がつけていたマントの切れ端を腕に巻くようになる。
ウップとの戦いで圧倒的な力量差を見せつけるが、最後の最後に彼に拘束され、ララによってウップごと105ミリ砲で打ち抜かれて死亡。
トン
第33連隊を率いる猛将。彼もディンと共にディエンビエンフーで戦った。上半身は裸でマントを羽織っており、頭は左右の天然パーマな髪を残して、あとは殆ど禿げている。武器は大きい鉈。武器と同時に防具としてもかなり役に立っている。
とても豪快な性格であるが、誰よりも仲間を大切に思っている。石頭で、その頭から繰り出す頭突きはかなり強力。
ヤーボとタイマンを張り、優勢な勝負を見せるが頭を踏み潰される。それでも仲間に「恐怖」を見せないために果敢に切りかかるが、最終的にはライトニングが操縦するヘリのプロペラ部分でばらばらに切り刻まれ死亡、最後に残ったのは彼のマントの切れ端だけだった。このマントの切れ端は、後にディンの手に渡る。
ホン
プレイメ基地攻略5日前に脱走し、トンの隊に入隊した脱走兵。人を殺すことに恐れを抱いている。ヤーボによって口に手榴弾を詰め込まれ、爆死する。

### ベトナム人
バオ
小学館版
8歳の少年。米軍の誤爆で親と自身の右足をなくし、妹のニューと二人で暮らしていて、生活のためにアイス売りなどのアルバイトをしていたがニューが起業したため、現在は無職。よくタバコを吸っている。フランス式の割りといい学校に通っていた。スリの腕はかなりのもの。ニューには頭が上がらない。眉毛が特徴的。
解放戦線に頼まれ、アイスボックスの中に隠した爆弾で自爆テロを起こそうとしたがヒカルと姫によって助けられ、生還した。その後ヒカルがスパイ容疑をかけられた時には彼をアメリカ軍基地から脱走させる手助けをした。しかしその後、「妹に養ってもらっている」という自身の不甲斐無さに食い逃げや飲酒をし、政権批判をしたことでグエン・カオ・キの秘密警察に暴行され「死」に直面するが、ニューが金を積んだことにより解放、そして彼女の言葉を聞いて改心した。ヤーボにサイゴン市内で見いだされてから、ヤーボの死までは、ヒカル・ジャジャマルやチョコレート部隊と行動を共にしていた。
ヤーボが重傷を負った後、彼のグリーンベレーを奪って愚連隊「サイゴン・エレジー」のリーダーになる。テト攻勢ではベトコン側と連携しようとするが、パワーアップして現れたライトニングをヤーボの亡霊と思い込んでしまい失禁。ライトニングにヤーボのグリーンベレーを奪還され、仲間たちに失望されてしまい、サイゴン・エレジーは実戦に参加する前に解散してしまった。解散後、地雷を踏んでしまって残る左足も失ってしまう。
ヒカルと姫の死後も生き延び、 1975年のサイゴン陥落の際にボートピープルとして一旦国外に脱出した後、帰国しておばあちゃん達と共にカンボジア侵攻に参加する。
『TRUE END』
お姫さまとティムの対決後、ヒカルと再会。地雷で左足もなくし、両足を欠損。おばあちゃんの密命のもと暗躍している。
お姫さまとの戦いに敗れたティムから、ヒカルのコンタックスⅡを受け取っており、強制送還される前にヒカルに返した。
ニュー
小学館版
6歳の少女。バオの妹。フランス式の学校に通っている。「こんな札束すぐ紙切れ同然になる」という考えの下、米軍向けのバーガーショップを開いた。兄同様眉毛が特徴的。しっかり者。口癖は「メイク・マネ＄マネ＄（作中では真ん中は二本線）」。ちなみに彼女の店で働いているのは殆どが戦災孤児である。商才及び情報収集能力に秀でていて、数軒の店を運営し、テト攻勢の際には情報を事前に捉え、マジェスティック・ホテルの最上階を借り切って野戦病院にする程の経済的行動力を持つに至っている。
ベトナム語に「これはいくらですか」という意味の言葉「バオ・ニュー・ティエン(Bao nhiêu tiền?)」があるが、2人の名前との関係は不明。なお、作中でもヒカルがバオに売られたカメラの値段を聞く際に使用している。
ティムが瀕死の重傷を負う直前に見た未来の光景において、成長したニューはサイゴンに到達した解放戦線の戦車の前に立ちはだかり、「サイゴンの長者番付第1位」「私財をなげうって解放戦線に武器や弾薬を横流ししてやった」とタンカを切っている。
『TRUE END』
米軍撤退後にテト攻勢以上に荒れるであろうサイゴンの街の民を守れとおばあちゃんに託される。
秘密裏に産んでいたヒカルとお姫さまの子供を預かっていた。おばあちゃんに子供を託されそうになるが、この若さでシングルマザーは無理だと断る。
ヒカルとお姫さまの遺体の一部である繋いだ手を拾い離そうとしたが、繋いだ手は硬く離れなかった。
フン
いたる所に登場する笠を被った西洋犬。雄犬。1819年頃からすでにおり、ザーロン帝の長兄カインの飼い犬だった。
本当の名前は雄（フン）で、由来は雄王（フンヴォン）から。
カインの弟であるミンマンからは、「永劫を生きる魔犬」「グエン王朝の血を未来まで受け継ぐ誰かをそっと見守り続ける者」と言われる。
後にアーロンと結ばれ、七つ子の子どもができる。

### 1819年 グエン朝の皇族たち
ザーロン帝
ベトナム最後の王朝であるグエン朝の開祖。西洋諸国の軍事援助と武力によってベトナムを統一した。
自分の後継者をカインかミンマンどちらを選ぶか選択を迫られていたが、死に際に自分の後継者はミンマンと選択し死去。
カイン
ザーロン帝の長兄。遅刻をしたり、ザーロン帝を「パパ」と呼んだりとどこか抜けている。
ミンマンがザーロン帝の後を継いだ為、カインの血筋が王位を継承することはなかった。
フンに名前をつけた、フンの元飼い主。
ミンマン
カインの弟。カインとは違い長身でしっかり者。
ザーロン帝の死後、王位を継承した。
レ・ヴァン・ズエット(英語版Wikipedia)(ベトナム語版Wikipedia)
ザーロン帝とともにベトナム統一へと導いた武人。嘉定城総鎮。
ザーロン帝死後に継いだミンマンに反発し、ミンマンの命を狙い、カインを皇帝にしようとしていた。

### 1905年 フランス領インドシナ・フエ
クォン・デ
ザーロン帝とカインの子孫。カインの血筋を引いているため王位を継承することはない。
皇族として妻と2人の子どもと何不自由ない暮らしをしていたが、当時メイドとして働き来るべき革命のために暗躍していた若い頃のおばあちゃんに恋をした。
レー・ティ・トラン
小学館版のみに登場。クォン・デの妻。フエ随一と呼ばれる美貌の持ち主。クォン・デ曰く、理解ある美しい妻。クォン・デとの間に2人の子どもがいる。
ファン・ボイ・チャウ
小学館版のみに登場。フランス・インドシナ総督府からのベトナム統一を目論む革命家。
革命を起こすために若い頃のおばあちゃんに協力し、クォン・デを担ぎだそうとする。

### アメリカ軍
ジョー・クメッツ
『0』に登場。ヒカルと同じ報道班所属の黒人。レイプ現場を目撃したことでデュボア中尉に殺される。
コンプトン
上記のクメッツのポジション。真のジャーナリストを志しており、正義感も強い。レイプ現場を目撃し、ウォーターメロン軍曹に殺される。
アオザイ通信#27にて、「1965年1月に殉職」と書かれている。
編集長
陸軍報道部・星条旗新聞の責任者。ヘビースモーカー。ヒカルの度重なる失敗に神経を尖らせている。
小学館版ではテト攻勢下のサイゴンでヒカルと再会し、またしてもスクープの現場を逃したヒカルを「虚無」と評し、ヒカルに「呪われろ」と言ってから拳銃自殺する。
デュボア中尉
『0』に登場。日本には戦争で行ったことがある。「酒もハッパも駄目」らしい。ベトナム人少女の集団レイプ現場をクメッツとヒカルに見つかるが、直後、姫に殺される。
ウォーターメロン軍曹
上記のデュボア中尉のポジション。名前の通り頭がかなり大きく、左目に傷を縫った跡がある。ベトナムに来る前は日本の沖縄にあるカデナ基地に居た。基本的にはデュボア中尉と同じ。陸軍歩兵部隊所属の万年軍曹。
ヤーボ大佐
『0』
司令官。非常に冷血な性格。恰幅が良いが戦闘能力は異常に高い。ヒカルに「姫」の殺害を命ずる。好物はシーフード。
小学館版
フルネームは「ウィリアム・ヤーボ」。陸軍特殊部隊（グリーン・ベレー）第五グループ所属。好物はチョコレート。
人の命を軽んじる冷酷な性格。かなりの巨漢の男だが動きは軽やかであり、ティムの攻撃をチョコレートを食べながらでもさばける。その一方で、高所恐怖症でもある。「少年」と呼ばれるところからまだ若いと予想できる。ティムと出会った頃はとてもスマートで美形な青年だった。
ティムの成長に多大な期待を抱いているが、当のティムがお姫さまに連戦連敗しているため、しばしばその能力的限界も味わっている。手負いのティムを助けようとしたが、おばあちゃんによって瀕死の重傷を負わされる。その時、ティムに、親代わりとして愛情を注いできたことを告白した。
『TRUE END』
アッテンボロー作戦で生き延び、営倉から出たヒカルと共に、変わり果てたティムの救出に向かう。その最中お姫さまとおばあちゃんに遭遇し、戦うことに。変わり果てたティムも加わり、連携攻撃でお姫さまを下す。おばあちゃんとタイマンで戦うことになるが、戦いに敗れ、死亡する。死ぬ前にティムが正気に戻り、自らのベレー帽をティムに託した。
ライトニング少尉
ヤーボ大佐の側近。名前の通り、短い髪には稲妻の剃り込みが入っている。常に胸に十字架のペンダントをかけている。
小学館版ではヤーボとティムの死後、喪失感を味わって悲しみのあまり円形脱毛症になり、酒を浴びるように飲むうちに肥満体になってヤーボそっくりの巨漢になる。同時にパワーアップしてテト攻勢下のサイゴンに現れ、黒い三連華のミサイル攻撃やヤスクニ提督の軍刀をも跳ね返す超人的な力を手に入れた。最初は「アホアホモード」という愚鈍な男を装っていたが、その本性はヤーボにも匹敵する凶暴でクールな男となっている。
ノルの恋心につけこんでフエを陥落することに成功したが、フエ奪還のため攻めてきたズオンに殺される。
チビネコ
小学館版に登場。パワーアップしたライトニングを慕う部下。「ブー」が口癖の女の子。戦車隊を率いていたが、フエでズオンの攻撃を受けて死亡。
ホールドマン
『0』に登場。中隊の狙撃兵。ベトナムに来てから安眠出来ず、不眠症になっている。姫に目を潰されて死亡、最後はヒカルのカメラのファインダーの中で死ぬことを望んだ。なお、彼の設定等を受け継いだのがインソムニア。
ティム
『0』
フルネームは「ティム・セリアズ」。ゲリラ兵士の少年。体格は非常に小柄でヒカルと大差はないが、「姫」にも勝るとも劣らない超人的な身体能力、戦闘能力の持ち主である。性格は年相応の無邪気な面と冷酷無比な面を兼ね備えている。「姫」を殺害する任務を与えられ、ヒカルに同行する。
小学館版
フルネームは「ティム・ローレンス」。陸軍特殊部隊に所属する15歳の美少年。金髪で黒と白のストライプのハイソックスをはいている。「野良犬たち（ストレイ・ドッグス）」を部下に持つ。戦闘能力もかなりのものだが、ヤーボ大佐にはかなわない。どうやら女の子には興味がないらしい。1955年にロンドンイーストエンド、ホワイトチャペル通りでヤーボ大佐と出会い、彼についていくことを決めた。その時は切り裂きジャック気取りのことをしていたらしい。強気な発言が多いが、実際は死を恐れ、かなり繊細な心を持つ少年である。初めて殺した人間は売春婦であった実の母。
「野良犬たち」が壊滅した後はヒカル達と別行動を取っている。本人も知らないところでお姫様に対し、恐怖心を持っている。お姫様に右肩から胸にかけてを切られた。
怪我から復帰後、人が変わったように「はにゃ〜ん」と言ったり、顔がヤーボにそっくりになった。
ある種の性癖を持つ女性をひきつける魅力を持っている。1950年生まれ。
幾度もお姫様に戦いを挑むが勝利を得られず、最後にはお姫様の鉈でお姫様の背中に深手を負わせるが、その鉈でお姫様に頭部を貫かれて瀕死の重傷を負う。ヤーボは、ティムの弱さを、愛に気づかない鈍さゆえと考えている。
瀕死の重傷を負った時に未来の光景を目撃し、ヒカルとお姫様の死やサイゴン陥落、おばあちゃんの死などを目の当たりにする。作品の中で既に何度も事実として登場している場面もあるが、ティムはそれらも含めて「未来は決定されていない」と謎めいた言葉を遺している。
辛うじて命は救われたものの、意識は戻らず、彼を救った村の女性の慰み者となっている。
『TRUE END』
小学館版でのヒカルが仮面をつけ変わり果てる設定をティムが引き継ぎ、変わり果てた姿になっている。
そのティムを救出しようとヤーボ大佐はヒカルを連れ捜索。お姫さまとの対決で無意識の中ヤーボ大佐と連携攻撃をする。
仮面が割れ、おばあちゃんに敗したヤーボ大佐からベレー帽を託されるが、おばあちゃんに「ハノイ・ヒルトン」に約2年間収監される。その間ティムは実力をつけ、ヒカルと共に脱出し共に行動していたが、お姫さまと密会している姿を見て大激怒する。
お姫さまとの対決でお姫さまを苦戦させるも、敗北。最後の力を振り絞ろうとしたが、おばあちゃんの一押しでベトコンゲリラの古典的な罠に嵌った。罠に嵌り身動きできないティムからバオはヒカルのコンタックスⅡを預かった。
バオから「罰をうけろ」（バオ曰く 生きろ、という意味）と言われ、米軍完全撤退時にアーロンと共にヘリでアメリカに帰国する。
アーロン
ヤーボ大佐の愛犬。グリーン・ベレーのベレー帽を被っている。
名前の由来は特殊部隊の創設者アーロン・バンクスだが、雌犬。
後にフンと結ばれ、七つ子の子どもができる。
ミス・グロスマン
1955年のアメリカ、フォートブラッグ基地の心理戦センターで働くメガネをかけた女性。
ティムに手を出そうとするが、怯えた彼によって殺される。
Twitterにて作者から名前の由来は「戦争における人殺しの心理学」の著者デーヴ・グロスマンを参考にしたとのこと。

### 野良犬たち（ストレイ・ドッグス）
ティム曰く、「はみ出し者の集団グリーン・ベレーから更にはみ出した者たち」。ティムの部下。
リトル
「静かなるネイティブ・アメリカン」。物静かなインディアンの男性。長身。未熟児として生まれ、そこから「リトル」とつけられる。アリゾナ州ネイティブ・アメリカン保留地の生まれ。
自分を「誇り高い戦士」と称し、母親が止めるのを振り切る形で1964年に保留地を後にする。「戦士として死ねるから、ベトナムはいい」とも発言していたが、本来はとても小心者で死ぬことに怯えていた。瞑想によって未来のビジョンを見る事が出来、作中ではインソムニアの死の瞬間やヒカルと「お姫さま」が一緒にいるビジョンを見ていた。
「お姫さま」に自ら挑みかかるが、指・耳・腹を切られ、「死」の怖さに逃げ出し、罠にかかり爆弾によって死亡した。
ダンニャワード
「神秘のヨガ・マスター」。手足がかなり長い。インド人のような風貌だが、作者によればインド人ではなくただのヨガが好きな人らしい。名前はヒンディー語で「ありがとう」。カリフラワーのじじいの死後に「お姫さま」と戦うが、武器でもあった長い腕を斬られて敗北し、彼女に殺される。
パク・メンホ
「祖国を捨てた虎」。朝鮮人で脱北者。15年前（1950年）の朝鮮戦争でヤーボ大佐に出会い、彼に戦いを挑んだが負け、彼の強さに惹かれ、妻と当時5歳の息子を残して脱北した。彼の台詞はすべてハングルで表示されている。朝鮮戦争時は朝鮮人民軍の大尉だった。テコンドーの使い手。「お姫さま」に出会い、戦い、そして彼女に殺された。ヒカルにキムチ・スープを教える。
インソムニア
「まどろみを知らないスナイパー」。絶対に眠らないらしい。『0』に登場するホールドマンの設定を受け継いだキャラクター。名前は英語で「不眠症」。ヒカルを「君は優秀なスナイパーになれる」と称賛した。
エンドレ・フリードマン（ロバート・キャパ）を尊敬しており、彼のようなカメラマンになりたかったらしいが、結局諦めた。しかし彼の使っていたカメラを所持しており、それをヒカルにプレゼントする。
お姫様に目を潰すように顔を切られ、死亡。
髪の色は緑で、作者曰く、理由は誰にも気づかれずジャングルに潜むため。
ミンチ
「白頭巾の解体屋」。白い三角の頭巾 を被って顔を隠しているのが特徴。解体にかけては誰にも負けない。ヒカルに頼まれ、動物を解体していたところを「お姫さま」に殺される。
カリフラワーのじじい
「爆弾の魔法使い（ウィザード）」。その名の通りカリフラワーのような白髪が特徴の老人。爆弾を作るのが得意。手製のクレイモア地雷を使って「お姫さま」を追い詰めるも敗北、最期は死の直前に自らが作った爆弾の起動スイッチを入れて自爆した。
爆弾は大切な家族であるようだが、「14万人も殺すなんてかわいくない」と語っているように、原子爆弾だけは家族の一員でないようだ。
ジャジャマル
「アメリカン忍者」。口元を黒い布で覆っている長髪の少年。ヒカルに冷たい時も結構あるが一緒にゲームしたりもしている。「野良犬たち」の唯一の生き残りとなった後はチョコレート部隊に配属されていたが、山岳の50人が全滅した後お姫さまと戦う事となり、様々な忍術で彼女を翻弄するも最後は戦いの末に致命傷を負い、ティムに自分の本名を告白しながら絶命した。
1957年に、アメリカ・ノースカロライナ州のブルーリッジ山脈で地崩れに巻き込まれ、生死の境をさ迷うがティムによって保護され、仲間となる。
実は女性であり、ティムの「女じゃないんだから」という言葉で性別と名前を偽る覚悟を決めた。死に行く間際に告白した本当の名前はジャスミン。ティムに好意を持っていた。

### 山岳の50人（モンタニャード・フィフティ）
第一夫人の長男・ララ、第二夫人の長男・ウップ、第三夫人の双子の長男・テウとレウからなる少数民族チャム族の大家族。ヤーボと手を組んでいる。
ララ
第一夫人の長男。最年長者であるが、身長は小さく、外見は幼い子供にしか見えない。50人のリーダー的存在。「殺るだけ殺って、死ねりゃ本望」がモットー。
「時代が時代なら王子さま（プリンス）」であった。
お姫さまの圧倒的な力を前にして、「キン族に殺されるのはごめんだ」と銃で自害を図ろうとするがヤーボがそれを阻止、現れたティムによって頭をかち割られ、死亡。
ウップ
第二夫人の長男。大柄な体躯をしており、力持ちで、よくララを担いでいる。背中に常に籠を背負っており、50人の補給担当でもある(牛一頭が入っていたこともある)。
ディンと戦い、彼と共にララの砲弾で体を撃ち抜かれて死亡する。
テウとレウ
第三夫人の一卵性双生児の兄弟。無類の女好きで、物品を強奪した村の女を強姦したりしている。お姫さまに体を半分に切られて死亡。
46人の弟たち
かなり統率がとれており、組体操をヒカルに披露したことも。お姫さまに全員殺された。

### ネイティブ・アメリカン
リトル・ママ
リトルのお母さん。彼に対し「お前は生きる覚悟が出来ていない」と説教をした。ジョン・ウェインが好き。

## 書誌情報

### 角川書店／KADOKAWA
- 西島大介 『ディエンビエンフー』 角川書店〈ニュータイプ100%コミックス〉[20]、2005年8月24日発売、ISBN 4-04-853890-X
- 西島大介 『ディエンビエンフー 0』 KADOKAWA〈単行本コミックス〉、2014年3月30日発売、ISBN 978-4-04-121083-3
短編「とらしまもよう」やカラー短編「トンネルの中で二人」を追加収録。

### 小学館
- 西島大介 『ディエンビエンフー』 小学館〈IKKI COMIX〉、全12巻
  1. 2007年8月30日発売、ISBN 978-4-09-188373-5
  2. 2007年8月30日発売、ISBN 978-4-09-188374-2
  3. 2008年5月30日発売、ISBN 978-4-09-188417-6
  4. 2008年12月26日発売、ISBN 978-4-09-188433-6
  5. 2009年2月25日発売、ISBN 978-4-09-188456-5
  6. 2010年2月25日発売[21]、ISBN 978-4-09-188498-5
  7. 2010年3月30日発売[22]、ISBN 978-4-09-188510-4
  8. 2010年10月29日発売[23]、ISBN 978-4-09-188330-8
  9. 2011年6月30日発売[4]、ISBN 978-4-09-188550-0
  10. 2013年11月8日発売、ISBN 978-4-09-188633-0
  11. 2014年10月10日発売、ISBN 978-4-09-188662-0
  12. 2016年4月28日発売、ISBN 978-4-09-188688-0

### 双葉社
- 西島大介 『ディエンビエンフー』 双葉社〈月刊アクションコミックス〉、全6巻
  1. 2017年1月28日発売[24]、ISBN 978-4-575-84923-3
  2. 2017年2月28日発売、ISBN 978-4-575-84937-0
  3. 2017年3月28日発売、ISBN 978-4-575-84955-4
  4. 2017年4月28日発売、ISBN 978-4-575-84967-7
  5. 2017年5月27日発売、ISBN 978-4-575-84985-1
  6. 2017年6月28日発売、ISBN 978-4-575-85000-0
- 西島大介 『ディエンビエンフー TRUE END』 双葉社〈月刊アクションコミックス〉、全3巻
  1. 2017年8月10日発売、ISBN 978-4-575-85021-5
  2. 2018年2月10日発売[25]、ISBN 978-4-575-85106-9
  3. 2018年9月12日発売[26]、ISBN 978-4-575-85208-0

### ゴマ・ブックス
- 西島大介 『ディエンビエンフー 1 野良犬（グリーンベレー）死闘編』 ゴマ・ブックス[13][27]、2020年4月15日発売[13]

### 関連書籍
- 西島大介 『The ART of Điện Biên Phủ』 グラフィック社、2016年8月発売、ISBN 978-4-7661-2936-6
- 西島大介 『アオザイ通信 完全版』 双子のライオン堂→電書バト[注釈 7]
  1. 「食と文化」 2017年11月30日発売[28]、ISBN 978-4-9909283-1-5
  2. 「歴史と戦争」 2018年2月14日発売[25]、ISBN 978-4-9909283-2-2
  3. 「旅の終わりと始まり」 2018年9月12日発売[26]、ISBN 978-4-9909283-3-9
  4. 「本当と永遠」 2023年5月1日発売[注釈 8]
- 西島大介『コムニスムス』rn press、2023年4月29日発売[29]、ISBN 978-4-910422-13-8

## 関連作品
アオザイ通信
小学館版のIKKI COMIXレーベルの単行本収録のエッセイ漫画。2017年から2018年までに完全版3巻が双子のライオン堂より出版。2020年1月15日に完全版3巻が電子書籍化。
チョコレート帝國
小学館版の新装版収録の描き下ろし漫画。
コムニスムス
『ディエンビエンフー』の正統続編。2022年4月21日からトムス・エンタテインメントのプロジェクト『TMSLab』の公式サイトで連載。